# De rare kwibussen
De rare kwibussen is het 224ste stripverhaal van Jommeke. De reeks wordt getekend door striptekenaar Jef Nys.

## Personages
In dit verhaal spelen de volgende personages mee:
- Jommeke
- Flip
- Filiberke
- Teofiel
- Jan Haring

## Verhaal
Jommeke bouwt een autoped om tot een gemotoriseerde versie en vertrekt richting zee. Eens daar aangekomen en hij rustig pootje baadt vindt hij een fles met daarin een boodschap. Het is een noodkreet van de Kwibussen die op het eiland Rakwiba wonen. Hij roept de hulp in van Jan Haring. Deze laatste stuurt hem naar een oude scheepsmaat van hem, Cornelius Mastmans, om daar informatie te krijgen over het onbekende eiland. Nu blijkt dat ook deze oude zeeman een identiek document in zijn bezit heeft maar het is dan wel 150 jaar oud. De overgrootvader van Cornelius was ook ooit op zoek gegaan naar het eiland Rakwiba. Maar bij zijn terugkeer repte hij er met geen woord over. Jommeke besluit dan om samen met Jan Haring op avontuur te trekken. Ondertussen is Filiberke op weg naar Jommeke maar mist deze. Met een vlot gaat hij zijn vrienden achterna. Jommeke komt enige tijd later aan op het eiland Rakwiba en wordt er al snel, samen met Flip, gevangengenomen. In de enigszins middeleeuwse omgeving wordt Jommeke in het openbaar aan een straf onderworpen, de voetlikmarteling, waarbij een geit zijn zijn blote voeten likt. Al vlug blijkt dat het hier gaat om een onschuldig plaatselijk gebruik. Eens weer vrij komt hij te weten dat de mensen op het eiland alles zo leuk mogelijk trachten te beleven. Maar er hangt een dreiging over de stad: de vloek van Sivlirpa. Jommeke vindt dat de oude burcht haar geheimen moet prijsgeven en trekt, met zijn intussen ook aangekomen vriend Filiberke ook zijn voeten worden door de geit gelikt samen gaat hij met Jommke op onderzoek. Flip is door de plaatselijke bevolking ontvoerd. In de oude burcht beleven ze enkele bange momenten en via een gang kunnen ze weer naar buiten. Tot hun grote verbazing staan ze weer te midden van het dorp en worden ze op gelach onthaald. De rare Kwibussen doen er alles aan om vreemdelingen een poets te bakken, zelfs de ontvoering van Flip maakte deel uit van de grap. En als je Sivlirpa in de spiegel leest dan ken je meteen het antwoord: Aprilvis. Met de 'medaille van de Gulle Lach' keren ze weer huiswaarts.